# キャプタン
キャプタン（英Captan）は、化学式C9H8Cl3NO2Sで表される有機化合物。

## 用途
N-ハロアルキルチオ系殺菌剤として野菜種子の消毒、キュウリのべと病対策、トマトや観賞用植物の病害防除、薫煙剤としてハウス栽培のトマトやイチゴの灰色かび病防除などに使用される。商品名には「オーソサイド」や、複合剤として「オキシラン」「キャプレート」「スミメート」等がある。このほかプラスチック製品などの防カビ剤としても用いられる。細菌等に対する最小発育阻止濃度（MIC）はクロコウジカビや黄色ブドウ球菌で30ppmである。農業用途では野菜のべと病や炭疽病、リンゴの黒点病や斑点落葉病などの防除に効果がある。熱に対しての安定性があるが、TBZやカルベンダジンなどのベンゾイミダゾール系化合物に比べ効果の持続性は劣る。

## 安全性
一日摂取許容量（ADI）は0.125mg/kg/day。半数致死量（LD50）はラットへの経口投与で3,677mg/kg、ラットへの皮下投与で5,000mg/kg以上。発癌のおそれがある。魚毒性はやや強くTLmがコイで0.25ppmで毒性区分はB類となっている。加熱により分解し、塩化水素や窒素酸化物、硫黄酸化物、ホスゲンを含む有毒ガスを生じる。有機溶剤を含む製剤は可燃性であり、火気に対する注意を要する。代謝生成物としてフォルペットが生じる。